# On an Island
On an Island är den brittiske musikern och tidigare Pink Floyd-medlemmen David Gilmours tredje soloalbum, utgivet den 6 mars 2006.
Bland medverkande på albumet märks David Crosby och Graham Nash (harmonisång), Robert Wyatt (kornett och slaginstrument), Guy Pratt (bas) Caroline Dale (cello), Alasdair Molloy (glasharmonika) och Richard Wright (Hammondorgel och sång) samt Bob Klose.
On an Island gick upp på UK Albums Chart som nummer ett och blev sexa på Billboard 200.

## Låtlista
1. "Castellorizon" – 3:54
2. "On an Island" – 6:47
3. "The Blue" – 5:26
4. "Take a Breath" – 5:46
5. "Red Sky at Night" – 2:51
6. "This Heaven" – 4:25
7. "Then I Close My Eyes" – 5:28
8. "Smile" – 4:03
9. "A Pocketful of Stones" – 6:18
10. "Where We Start" – 6:46